# Milong
Milong (kinesiska: 米龙乡, 米龙) är en socken i Kina. Den ligger i provinsen Sichuan, i den sydvästra delen av landet, omkring 300 kilometer väster om provinshuvudstaden Chengdu. Antalet invånare är 2 048. Befolkningen består av 965 kvinnor och 1 083 män. Barn under 15 år utgör 25,0 %, vuxna 15-64 år 67 %, och äldre över 65 år 7,0 %.
Genomsnittlig årsnederbörd är 1 202 millimeter. Den regnigaste månaden är juni, med i genomsnitt 279 mm nederbörd, och den torraste är december, med 4 mm nederbörd.